# سباستین مارتلی
سباستین مارتلی (انگلیسی: Sebastián Martelli؛ زادهٔ ۱۳ مارس ۱۹۹۶) بازیکن فوتبال اهل آرژانتین است.